# Druciki
Druciki – polska komedia z 2009 roku w reżyserii Aleksandra Gowin i Ireneusz Grzyba. Film po raz pierwszy został wyemitowany w telewizji Canal+ 5 października 2010 o godzinie 00:40 w dziale cyklicznym Polskie kino offowe oraz 8 listopada 2010 w kinie Helios.

## Fabuła
Dwie przyjaciółki wiele czasu spędzają razem, spacerując i rozmawiając. Jedna z nich - Magda - spotyka się z kosmitami, potrafi zatrzymywać lub przyspieszać czas, jest wyjątkowo irytująca i denerwuje postronne osoby. W czasie wolnym od tych zajęć szuka pracy w MPK, opiekuje się babcią, pomaga mamie i przeżywa przygody z dziwnymi osobnikami.

## Obsada
- Barbara Lauks − matka Magdy
- Barbara Wałkówna − babcia Magdy
- Justyna Wasilewska − przyjaciółka Magdy, Justyna
- Aleksandra Bednarz − Magda
- Paweł Paczesny − autostopowicz
- Jan Wąsak − chłopak do chodzenia za nim
- Jakub Gowin - Janek
- Miron Wojdyło − zboczeniec
- Patrycja Płanik − zakonnica
- Piotr Budzowski − pasażer
- Wojciech Anuszczyk − kierowca

## Nagrody
- 2009 - Koszalin (Koszaliński Festiwal Debiutów Filmowych „Młodzi i Film”) - „Jantar 2009” dla Malte Rosenfeld za najlepsze zdjęcia,
- 2009 - Koszalin (Koszaliński Festiwal Debiutów Filmowych „Młodzi i Film”) - Nagroda im. Stanisława Różewicza za „zbiorową kreację reżyserów, scenarzystów, montażystów, ekipy filmu Druciki w reżyserii Ireneusza Grzyba i Aleksandry Gowin, z uwzględnieniem ról Aleksandry Bednarz i Justyny Wasilewskiej oraz muzyki Aleksandry Gowin”,
- 2009 - Koszalin (Koszaliński Festiwal Debiutów Filmowych „Młodzi i Film”) - Nagroda Jury Młodzieżowego pod przewodnictwem Wojciecha Otta,
- 2009 - Zielona Góra (Letni Festiwal Kina Niezależnego „Filmowa Góra”) - „Mały Pagórek” w kategorii: Fabula Rasa.
- 2010 - Nagroda Polskiego Kina Niezależnego im. Jana Machulskiego w kategorii: najlepszy film
- 2010 - Nagroda Polskiego Kina Niezależnego im. Jana Machulskiego w kategorii: najlepsze zdjęcia
- 2010 - Nagroda Polskiego Kina Niezależnego im. Jana Machulskiego w kategorii: najlepsza aktorka